# 푸드코트에서, 내일 또 봐.
《푸드코트에서, 내일 또 봐.》(일본어: フードコートで、また明日。 후도코토데 마타 아시타[*])는 나리이에 신이치로가 지은 일본의 만화다.
첫 등장은 2019년 10월 24일에 트위터에서 공개. 2020년 3월 10일에 KADOKAWA의 웹 코믹 배포 사이트 '코믹 Newtype'에서 연재를 개시했다.

## 줄거리
검은 머리·청초한 아가씨 같아서 항상 떠 있는 와다. 금발·흑갸루풍으로 쓸데없이 압박이 있는 야마모토. 두 사람의 공통점은 "봇치". 말을 걸기 어렵게 비춰지기 때문에, 주위로부터는 조금 거리를 두게 되는 것.
두 사람은 소꿉친구라고 할 수 있을 정도로 옛날부터 서로를 알고 있었지만 거의 이야기한 적은 없었다. 하지만, 중학교 3학년 때, 친구와 싸워서 우울했던 와다에게 야마모토가 말을 걸고 나서 말하게 되었다. 두 사람은, 다른 고등학교에 진학한 후에도 방과 후에 역 근처 쇼핑몰의 푸드코트에서 만나기로 약속한다.
서로 성씨로 서로 부르는 두 사람은 푸드코트에서 다른 사랑도 없는 대화를 하면서도, 본심을 말하거나 부딪히며 우정을 깊게 한다. 야마모토의 가정 환경을 알고, 와다는 소중한 친구를 위해 고민하는 것도.

## 등장인물
와다(和田)
성우 - 미야자키 히요리
겉보기에는 얌전하다. 조금 음캐. 소셜 게임에 과금하고 있다.
야마모토(山本)
성우 - 아오야마 요시노
금발에 새까만 피부, 큰 가슴, 곱슬머리. 갸루 같은 외모 때문에 말을 걸기 어렵다. 냉정하고 머리가 좋고 가족을 생각한다.
에임벨 공작(エイベル公爵)
성우 - 후쿠야마 준
소셜 게임의 캐릭터. 와다의 오시.
사이토(斉藤)
성우 - 하야미 사오리
와다의 동급생. 등교하면 시간을 들여 화장을 하는데, 와다에 의하면 "고릴라 얼굴". '영장류'라는 필명으로, 에임벨 공작을 소재로 한 동인 웹 소설을 쓰고 있다. 야마모토와의 약간의 엇갈림으로 고민하는 와다에게, 여러가지 조언을 한다.
타키자와(滝沢)
성우 - 마츠오카 요시츠구
와다의 초등학생 시절의 동급생 남자.
야마다(山田)
성우 - 히다카 리나
야마모토가 실수로 말을 걸어 버릴 정도로 와다와 비슷한 분위기의 여고생.

## 서지 정보
1. フードコートで、また明日。 - 발마앨: 2021년 3월 10일 ISBN 4041098920 ASIN B08X41QM7X
2. フードコートで、また明日。Season 2 - 발매일: 2025년 3월 31일 ISBN 4041148030 ASIN B0F1F38B3P

## TV 애니메이션
2025년 7월부터 8월까지 AT-X 등에서 전 6화의 구성으로 방송되었다.

### 스태프
- 원작 - 나리이에 신이치로
- 감독 - 코가 카즈오미
- 시리즈 구성·각본 - 하나다 줏키
- 캐릭터 디자인·총작화 감독 - 사카이 큐타
- 서브 캐릭터 디자인 - 아리가 히로미
- 프롭 디자인 - 코레사와 시게유키, 토우무
- 2D 디자인 - 토우무
- 미술 설정·세트 모델링 - 코다카 미치루
- 미술 감독 - 미야케 마사카즈
- 색채 설계 - 사카모토 이즈미
- 촬영 감독 - 토고 카스미
- 편집 - 스도 히토미
- 음향 감독 - 아케타가와 진
- 음향 제작 - 매직 캡슐
- 음악 - 우타타네 카나
- 음악 제작 - KADOKAWA
- 프로듀서 - 이토 사호, 미우라 후미토, 니시마에 아야카, 코노 마코, 오오히가시 아유무, 츠네모토 다이키
- 애니메이션 프로듀서 - 요시카와 츠나키
- 애니메이션 제작 - Atelier Pontdarc
- 제작 - 푸드코트에서, 내일 또 봐 제작위원회

### 주제가
미완성에 반짝이며(未完成に瞬いて)
오이시쿠루 메론빵에 의한 오프닝 테마. 작사·작곡은 나카시마, 편곡은 오이시쿠루 메론빵.
서로의 곁에(となりあわせ)
와다와 야마모토(미야자키 히요리·아오야마 요시노)에 의한 엔딩 테마. 작사·작곡·편곡은 미요시 케이타.

### 에피소드 목록
| 화수 | 제목 | 그림 콘티                 | 연출            | 작화 감독                                                                      | 방송일         |
| ---- | --- | ------------------------- | --------------- | ------------------------------------------------------------------------------ | -------------- |
| #1   | 『WADA1234』『ナスカ地上絵 宇宙人』 나스카 지상화 - 외계인『psibola』『Change before you have to』                      | 코가 카즈오미 사카이 큐타 | 코가 카즈오미   | 사카이 큐타                                                                    | 2025년 7월 7일 |
| #2   | 『確率機』 뽑기 확률『シングル二倍』 싱글 두 배『夢芝居』 환상극『ぼくのワンだーらいふ』 My Wonderful Life              | 카와무라 켄이치           | 카와무라 켄이치 | 사카이 큐타 심진진 전다현 이솔 나예빈 서수민 강민지                            | 7월 14일       |
| #3   | 『乳力』 유력『ナオキン』 나오킨『姉妹』 자매『十月二十一日』 10월 21일                                                 | 나카가와 사토시           | 나카가와 사토시 | 카노 아키라 심진진 토키 사카이 큐타 김란영 박송화                              | 7월 21일       |
| #4   | 『キャラメルリボン』 캐러멜 리본『別方向だけど』 방향은 다르지만『臭くはない』 냄새는 안 나『一般的和田』 평범한 와다   | 카와무라 켄이치           | 이마이즈미 류타 | 무라타 유키야                                                                  | 7월 28일       |
| #5   | 『SSR』『ウザい』 짜증 나『荒浜海水浴場』 아라하마 해수욕장                                                             | 나카가와 사토시           | 이마이즈미 류타 | 테라오 켄지 심진진 강민지 사카이 큐타 한은진                                   | 8월 4일        |
| #6   | 『ランディ』 랜디『ゴリラテープ』 고릴라 테이프『厄介』 골칫거리『フードコートで、また明日。』 푸드코트에서, 내일 또 봐 | 카와무라 켄이치           | 카와무라 켄이치 | 타카하시 하츠미 무라타 유키야 강민지 조아연 심진진 이마이즈미 류타 사카이 큐타 | 8월 11일       |